# Doom and Gloom
Singles de The Rolling Stones
No Spare Parts
(2011) Just Your Fool
(2016)
Doom and Gloom est une chanson du groupe britannique The Rolling Stones sortie le 11 octobre 2012 sous le major Universal Music. Extraite de l'album compilation à l'occasion du 50e anniversaire du groupe, la chanson est écrite par Jagger/Richards. Doom and Gloom est produit par Don Was, The Glimmer Twins et Jeff Bhasker.
Résolument rock, ce titre revient aux fondamentaux du riff en open G, joué par Mick Jagger et Keith Richards, ainsi qu'à la voix de Mick Jagger très présente.

## Musiciens
- Mick Jagger : chant, guitare rythmique, percussion, production
- Keith Richards : guitare rythmique, production
- Ronnie Wood : guitare solo, lap steel
- Charlie Watts : batterie
- Darryl Jones : basse
- Chuck Leavell : Orgue Hammond
- Jeff Bhasker : Synthétiseurs Moog & Juno, production
- Emile Haynie : Programmation de la batterie, production

## Clip vidéo
Le clip a été réalisé par Jonas Åkerlund sur le plateau 5 de la Cité du Cinéma de Luc Besson à Saint-Denis. On y retrouve l'actrice suédoise Noomi Rapace.

## Cinéma
En 2013, la chanson est utilisée pour le générique de fin du film Die Hard : Belle journée pour mourir.
En 2019, elle apparaît dans le film Avengers: Endgame.

## Classement hebdomadaire
| Classement (2012)                       | Meilleure position |
| --------------------------------------- | ------------------ |
| Allemagne (Media Control AG)            | 64                 |
| Autriche (Ö3 Austria Top 40)            | 60                 |
| Canada (Hot 100)                        | 72                 |
| Belgique (Flandre Ultratop 50 Singles)  | 37                 |
| Belgique (Wallonie Ultratop 50 Singles) | 39                 |
| France (SNEP)                           | 44                 |
| États-Unis (Rock Songs)                 | 30                 |
| Irlande (IRMA)                          | 55                 |
| Japon (Hot 100)                         | 36                 |
| Pays-Bas (Single Top 100)               | 17                 |
| Espagne (PROMUSICAE)                    | 38                 |
| Royaume-Uni (UK Singles Chart)          | 64                 |